# Democracia social
La democracia social es una sociedad donde el poder reside en el Congreso de la Nación, donde están diputados y senadores. No tanto en el presidente o el ejecutivo; es una sociedad dónde el pueblo, los mayores de 21 años (o 18 en algunos lugares), son ciudadanos y no habitantes, gozando a tal efecto de unos derechos que les permitan vivir con dignidad, garantizado por el Estado Nación. Se expresa en una sociedad participativa, que vota y elige a sus representantes para que ocupen cargos en el gobierno hasta las próximas elecciones, por los plazos que cada territorio en particular establezca normativamente. Una sociedad que respeta las minorías, donde los ciudadanos son libres e iguales ante la ley, iguales solo en derechos y en iguales circunstancias; una sociedad sin pobres y excluidos. Una sociedad donde existe la libertad de prensa.- democráticos de toma de decisiones en las instituciones estatales que caracterizan a la sociedad civil. Se emplea el término democracia social para distinguirlo de democracia política o "democracia formal", relacionado con los procesos de toma de decisiones en el Estado representante.
Actualmente, la mayor parte de "países democráticos" se orientan en torno a la democracia social. En algunas regiones, como Europa continental y, en menor medida, Latinoamérica; se ha logrado un gran desarrollo humano y progreso económica y, en consecuencia; una clase media generalizada con buena calidad de vida.

## Origen y antecedentes del término
Democracia social es la traducción gramatical al español de la palabra alemana Sozialdemokratie, que difiere de la traducción literal socialdemocracia. Mientras que el concepto socialdemocracia es utilizado para referirse a una ideología política, social y económica que apoya las intervenciones económicas y sociales para promover la justicia social en el marco de una economía capitalista, y en especial a aquella tendencia socialista que surgió en Europa en la segunda mitad del siglo XIX. La democracia social es, en cambio, una praxis política que busca socializar los instrumentos de toma de decisiones en el aparato estatal. Es la democratización progresiva de todas las áreas de la sociedad en el marco de una democracia pluralista.
Alexis de Tocqueville, en su trabajo sobre La Democracia en América, fue uno de los primeros pensadores en distinguir democracia de la "sociedad política", de la democracia en la "sociedad civil". Todo su segundo volumen está dedicado a la influencia recíproca de una sobre la otra, analizando en detalle el efecto de las reglas de juego democráticas e igualitarias en la religión, las artes, las ciencias, la familia, las relaciones laborales, el lenguaje, las asociaciones civiles, el ejército, y los sentimientos.
Ya desde fines del siglo XIX y durante la primera mitad del siglo XX se plantearon algunas cuestiones relacionadas con la naturaleza del poder, que no podían ser resueltas simplemente mediante reformas democráticas de las instituciones estatales. En particular las políticas anti-trust en los Estados Unidos, destinadas a evitar la concentración de poder en las empresas, así como la aparición del sindicalismo, con el objetivo de instalar un sistema de decisiones negociado en el mundo del trabajo, tuvieron un efecto democratizador de las relaciones sociales. El cooperativismo también introdujo un principio de democratizador de la empresa. De manera más puntual, el movimiento latinoamericano de la Reforma Universitaria iniciado en 1918 en Córdoba, impuso un sistema de cogobierno de las universidades entre estudiantes, docentes y graduados, de base democrática.   
El término "democracia social" comenzó entonces a ser utilizado de manera generalizada para referirse a los cambios en los sistemas de decisiones y en los esquemas de autoridad de instituciones como la escuela, la familia, las ciudades, los hospitales, los mercados (derechos del consumidor), los centros de trabajo, los sindicatos, la vida interna de los partidos políticos, etc. En los últimos 50 años, estos cambios han tenido un notable efecto en las relaciones entre los sexos, así como en las relaciones entre niños y adultos.

## El estado democrático?
En la actualidad, investigadores sociales y organizaciones políticas y sociales utilizan a menudo el término "democracia social" para referirse y proponer la apertura de nuevos espacios.

Para que exista una "democracia política" se requieren ciertas condiciones: estado de derecho, división de poderes, sufragio universal, elecciones limpias, periodicidad de mandatos, publicidad de los actos de gobierno, sistemas de control. Pero la idea de "democracia social" se sostiene en el hecho de que los mecanismos de la decisión política se insertan un sistemas social más amplio del que es parte, y donde las relaciones sociales cotidianas entre las personas están condicionadas por relaciones de poder que habitualmente no se estructuran según principios democráticos.
J .Herrero Yusta reflexiona en este sentido:

"¿Cuánta democracia y democracia dónde? En relación a esta pregunta, un demócrata radical querrá avanzar homogéneamente en todos los vectores de la democratización, en tanto, en el otro extremo, un demócrata conservador, preferirá bajos niveles eno no pocos de esos vectores.... ¿A qué esferas más allá del régimen (político) deberían los mecanismos democráticos de toma de decisiones y el principio y los derechos de ciudadanía extenderse?... Tratar satisfactoriamente estos temas requiere teorías de la democracia que no han sido escritas aún."

Jürgen Habermas y Norberto Bobbio han orientado su obra a profundizar la dinámica democrática y han desarrollado ampliamente los presupuestos y desafíos que implica la noción de "democracia social". 
Habermas sostiene que la democracia vive de presupuestos que ni las instituciones estatales ni las normas jurídicas crean, sino que solo canalizan. A través de su Teoría de la acción comunicativa, y su modelo de una política deliberativa, ha buscado profundizar en los procesos de comunicación no institucionalizados que se producen en la trama de organizaciones de todo tipo que conforman la sociedad civil y que construyen a las personas como agentes activos en los procesos de toma de decisiones. En ese sentido Habermas ha destacado la importancia de los procesos de diálogo, fundamentación, deliberación y consenso, para establecer sociedades democráticas.
Bobbio destaca la necesidad de mecanismos de democracia representativa en las sociedades modernas, y se muestra escéptico ante las formas de democracia directa, habitualmente impulsadas por una defensa a ultranza de la asamblea (asambleismo). Por el contrario Bobbio utiliza el concepto de "proceso de democratización", no como una multiplicación de mecanismos de democracia directa, sino como la aplicación de las reglas de la democracia representativa en los ámbitos de la sociedad civil regulados por principios de jerarquía.
En 1998, ante XIV Cumbre de Presidentes del Mercosur, Nelson Mandela expuso la idea de democracia social con una frase que se ha hecho célebre:

"Si no hay comida cuando se tiene hambre, si no hay medicamentos cuando se está enfermo, si hay ignorancia y no se respetan los derechos elementales de las personas, la democracia es una cáscara vacía, aunque los ciudadanos voten y tengan Parlamento".

## Democracia social, diálogo social y la transformación del Estado
Ligado a la idea de "democracia social" se ha extendido el uso del concepto de "diálogo social" como un puente entre la democracia social y la democracia política.
El "diálogo social" es el proceso de negociaciones y consultas, incluso el mero intercambio de información, entre los distintos actores sociales y los gobiernos, sobre temas de interés común, con el fin de alcanzar decisiones apoyadas en el consenso. A través del diálogo social el Estado cede parte de su poder de imponer decisiones a los ciudadanos (imperium), para comportarse como un actor social en interacción con los ciudadanos, y compartir con ellos el proceso de toma de decisiones.
La principal meta del proceso de diálogo social es impulsar el logro de consensos y la participación democrática de todos los interlocutores presentes en el mundo del trabajo. El buen funcionamiento de las estructuras y los procesos de diálogo social puede contribuir a resolver importantes problemas económicos y sociales, alentar las prácticas de buen gobierno, favorecer la paz y la estabilidad en el plano social y laboral, e impulsar el desarrollo económico. 